# 앳킨스 다이어트
앳킨스 다이어트(Atkins Diet), 앳킨스 식이, 애트킨스 다이어트, 황제 다이어트는 1970년대 로버트 앳킨스(Robert Atkins)가 고안한 저탄수화물 유행 다이어트로, 탄수화물 제한이 체중 감량에 중요하며 이 다이어트가 "영원히 날씬함을 유지하는 고칼로리 방법"을 제공한다는 주장과 함께 판매되었다.
다이어트는 2000년대 초반에 인기를 끌었는데, 앳킨스의 책은 역사상 가장 많이 팔린 책 50권 중 하나가 되었고, 북미 성인 11명 중 1명이 다이어트를 따르고 있다고 주장했다. 앳킨스는 2003년에 사망했고 2005년에 앳킨스 뉴트리셔널스(Atkins Nutritionals, Inc.)는 상당한 재정적 손실로 인해 파산 신청을 했다.
지속적인 체중 감량을 달성하는 데 다이어트가 효과적이라는 강력한 증거는 없다. 단백질과 포화 지방의 무제한 섭취를 촉진하므로 균형이 맞지 않으며 심장 질환의 위험을 증가시킬 수 있다.

## 효과 및 위험성
6~12개월에 체중 감량을 위해 앳킨스 다이어트가 행동 상담보다 더 효과적이라는 약한 증거가 있다. 앳킨스 다이어트는 체중 감량을 위해 행동 상담을 받은 대조군에 비해 1년 만에 0.1%~2.9% 더 많은 체중 감량을 가져왔다. 다른 상업용 체중 감량 프로그램과 마찬가지로 효과 크기는 장기간에 걸쳐 작아진다. 저탄수화물 다이어트를 하는 사람들의 체중 감소에 대한 초기 이점은 수분 손실 증가의 결과일 가능성이 높으며, 초기 기간 이후 저탄수화물 다이어트는 비슷한 칼로리 섭취량을 가진 다른 다이어트와 유사한 지방 손실을 가져온다.
앳킨스는 자신의 환자에 대한 임상 데이터를 게시하지 않았으므로 건강에 대해 근거 없는 진술을 했다는 비판을 받았다. 포화 지방 함량이 높기 때문에 앳킨스 다이어트는 심장 질환의 위험을 증가시킬 수 있다. 저자가 사망한 지 1년 뒤 뉴욕 검시관 사무실이 발행한 의료 보고서에 따르면 저자는 심장마비, 울혈성 심부전, 고혈압의 병력을 갖고 있었던 것으로 나타났다. 앳킨스 다이어트는 미국 의학 협회, 미국 영양학 협회, 미국 심장 협회로부터 영양학적으로 불균형하다는 비판을 받아왔다. 2000년에 미국 영양 대학 저널(Journal of the American College of Nutrition)은 앳킨스 다이어트의 매우 높은 지방: 60%~68%, 그 중 약 26%가 포화지방이며, 에너지 생산을 위해 대사 경로를 전환함으로써 자유 라디칼 생성을 강력하게 촉진하여 다양한 기관의 산화 스트레스를 증가시킨다고 말한다.

## 같이 보기
- 두칸 식이
- 체중 감소
- 키토제닉 다이어트